# گودریچ (اجتماع)، ویسکانسین
گودریچ (به انگلیسی: Goodrich) یک منطقهٔ مسکونی در ایالات متحده آمریکا است که در شهرستان تیلور، ویسکانسین واقع شده‌است. گودریچ ۴۴۵٫۰۱ متر بالاتر از سطح دریا واقع شده‌است.